# STS-114
STS-114 Return to Flight est la trente-et-unième mission de la navette spatiale Discovery qui inaugure le retour dans l'espace des Américains en juillet 2005 plus de deux ans après la perte accidentelle de la Navette spatiale Columbia lors de la mission STS-107.

## Équipage
- Commandant : Eileen M. Collins (4)  États-Unis
- Pilote : James M. Kelly (2)  États-Unis
- Spécialiste de mission 1 : Soichi Noguchi (1)  Japon
- Spécialiste de mission 2 : Stephen K. Robinson (3)  États-Unis
- Spécialiste de mission 3 : Andrew Thomas (4)  États-Unis
- Spécialiste de mission 4 : Wendy Lawrence (4)  États-Unis
- Spécialiste de mission 5 : Charles Camarda (1)  États-Unis

Le chiffre entre parenthèses indique le nombre de vols spatiaux effectués par l'astronaute, STS-114 inclus.

## Paramètres de la mission
- Masse :
  - Navette au décollage : 121 483 kg
  - Navette à l'atterrissage : 102 913 kg
  - Chargement : ? kg
- Périgée : ? km
- Apogée : 351 km
- Inclinaison : 51,6°
- Période : 91,6 min

### Arrimage à la station spatiale internationale
- Début : 28 juillet 2005, 07h18 UTC
- Fin : 6 août 2005, 03h24 UTC
- Temps d'arrimage : 8 jours, 20 heures, 06 minutes

### Sorties dans l'espace
- Noguchi et Robinson  - EVA 1
- Début de EVA 1 : 30 juillet 2005 - 05h46 UTC
- Fin de EVA 1 : 30 juillet 2005 - 12h36 UTC
- Durée : 6 heures, 50 minutes
- Noguchi et Robinson  - EVA 2
- Début de EVA 2 : 1er août 2005 - 04h44 UTC
- Fin de EVA 2 : 1er août 2005 - 11h14 UTC
- Durée : 6 heures, 30 minutes
- Noguchi et Robinson  - EVA 3
- Début de EVA 3 : 3 août 2005 - 04h48 UTC
- Fin de EVA 3 : 3 août 2005 - 11h14 UTC
- Durée : 6 heures, 30 minutes

## Objectifs
En vue d'assurer le retour des Américains dans l'espace, la mission consiste surtout à intensifier les procédures de contrôle de sécurité de la navette, qui incluent des inspections vidéo par caméra depuis Cap Canaveral et l'ISS, ainsi que des inspections directes par les astronautes en sortie spatiale. Ce sont les protections thermiques du dessous de l'aéronef qui font l'objet de contrôles accrus, ceux-ci ayant fait défaut lors de la précédente mission.
L'objectif « alimentaire » de la mission consiste à ravitailler la station spatiale internationale et à transporter de nouveaux modules pour la station spatiale.
C'est le second vol spatial dont le commandant de la mission est une femme.

## Mission
Le 13 juillet 2005, date prévue à l'origine pour le lancement, le compte à rebours est arrêté quelques minutes avant le décollage pour un défaut de capteur dans le réservoir central alimentant les moteurs de la navette en hydrogène liquide. Le lancement est reporté au 17 puis au 26 juillet.
26 juillet : Décollage réussi à 14h39 (GMT), la navette est en mission pour 12 jours. Au décollage, un morceau de l'isolant recouvrant le réservoir principal se détache. L'impact d'un tel débris est tenu pour responsable de la destruction de Columbia. De plus le réservoir heurte un oiseau au début de la phase d'ascension, sans causer de dommage au lanceur ni à la navette.
28 juillet : Arrimage à la Station spatiale internationale.
30 juillet : Première sortie dans l'espace des spationautes Soichi Noguchi et Stephen Robinson pour tester le matériel et les procédures de réparation des tuiles de protection thermique de la navette. La sortie dure 6 heures 30 minutes.
1er août : Deuxième sortie dans l'espace, durée 6 heures 30 minutes, mêmes astronautes.
3 août : Une troisième sortie est programmée après que l'inspection de la face inférieure de la navette ait révélé deux excroissances sur les joints en céramique du bouclier thermique. Pour éviter tout risque lié aux turbulences qu'elles pourraient créer lors de l'entrée dans l'atmosphère, Robinson les retire. C'est la première intervention de ce genre lors d'une mission d'une navette spatiale. Sortie de 6 heures pour Soichi Noguchi et Stephen Robinson.
6 août : Séparation avec l'ISS.
8 août : Annulation des deux fenêtres d'atterrissage pour cause de météo défavorable.
9 août : Annulation de deux opportunités pour le retour sur la base du Kennedy Space Center (Cap Canaveral) en raison d'orages sur la Floride, décision de faire atterrir Discovery sur la base d'Edwards, en Californie. L'atterrissage a lieu à 14h11 GMT.
La mission aura été un succès, marqué par une première réparation en orbite d'un véhicule spatial par l'extérieur. Cependant, l'incident de l'isolant lors du décollage fait planer une ombre sur la suite du programme de vol des navettes car après tous les travaux effectués depuis l'accident de Columbia (un budget de 1,4 milliard de dollars a été nécessaire à la remise aux nouvelles normes des navettes existantes), ce problème n'a apparemment pas pu être résolu.

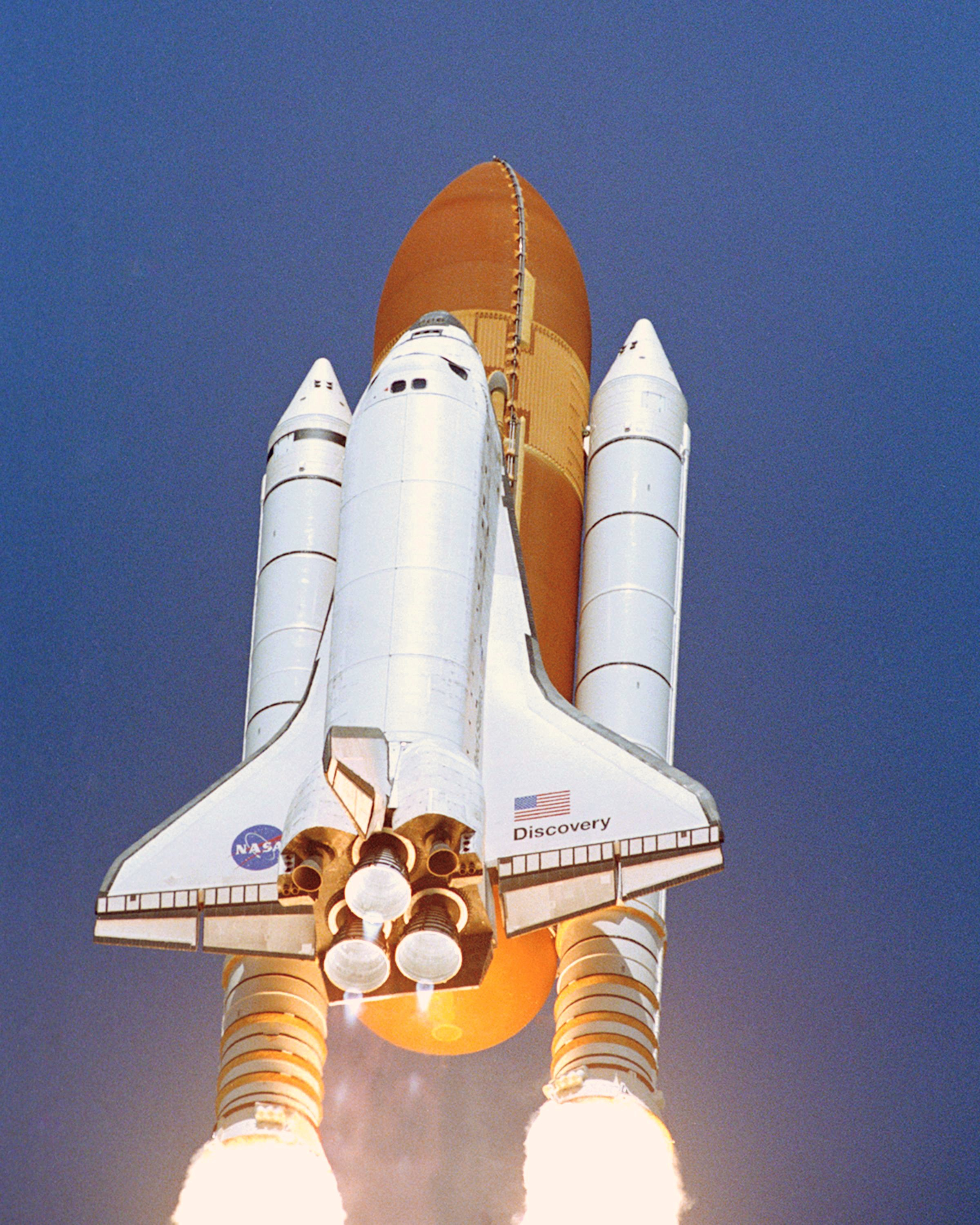
Décollage de Discovery
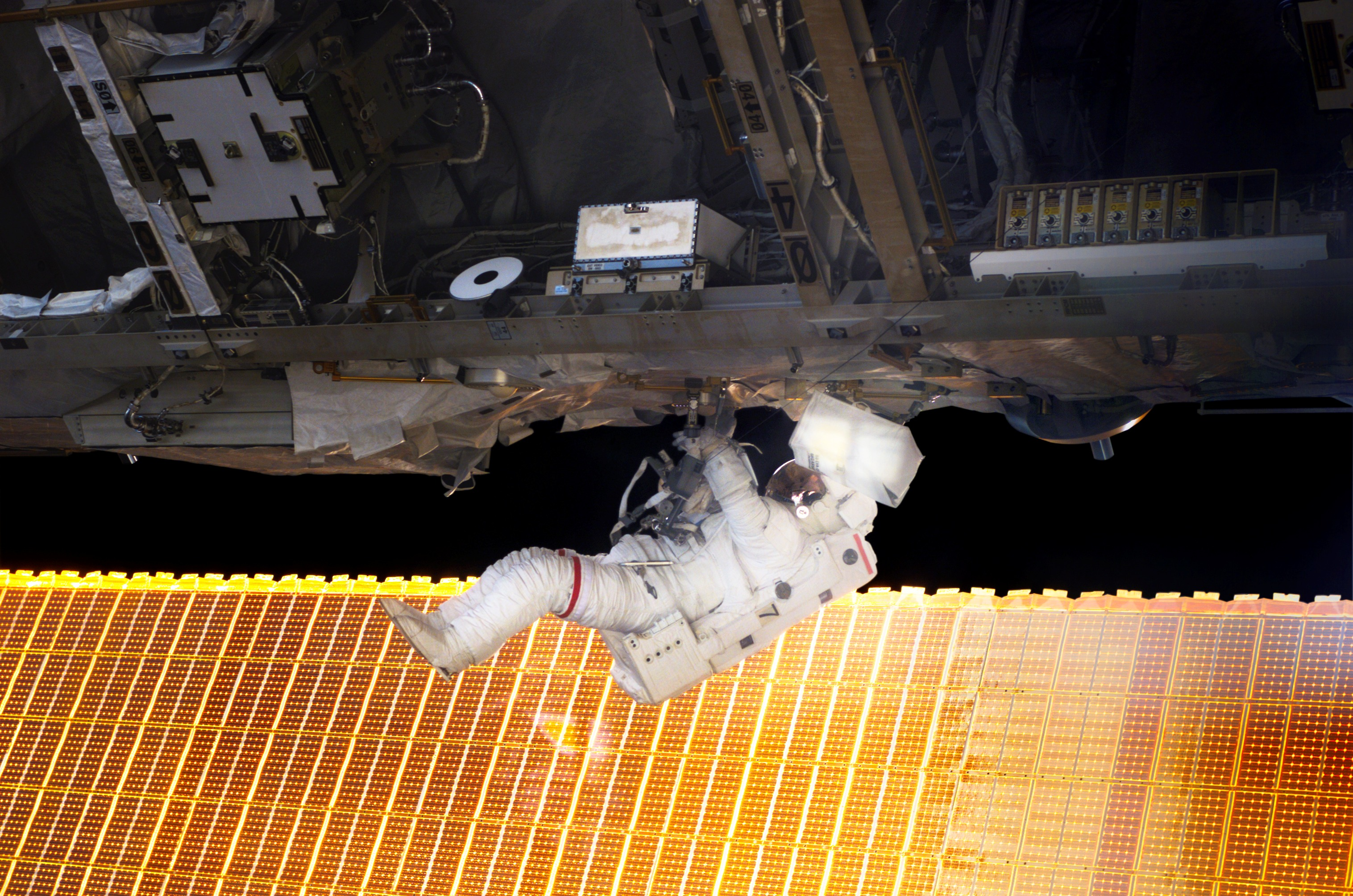
Première sortie dans l'espace de l'astronaute Soichi Noguchi
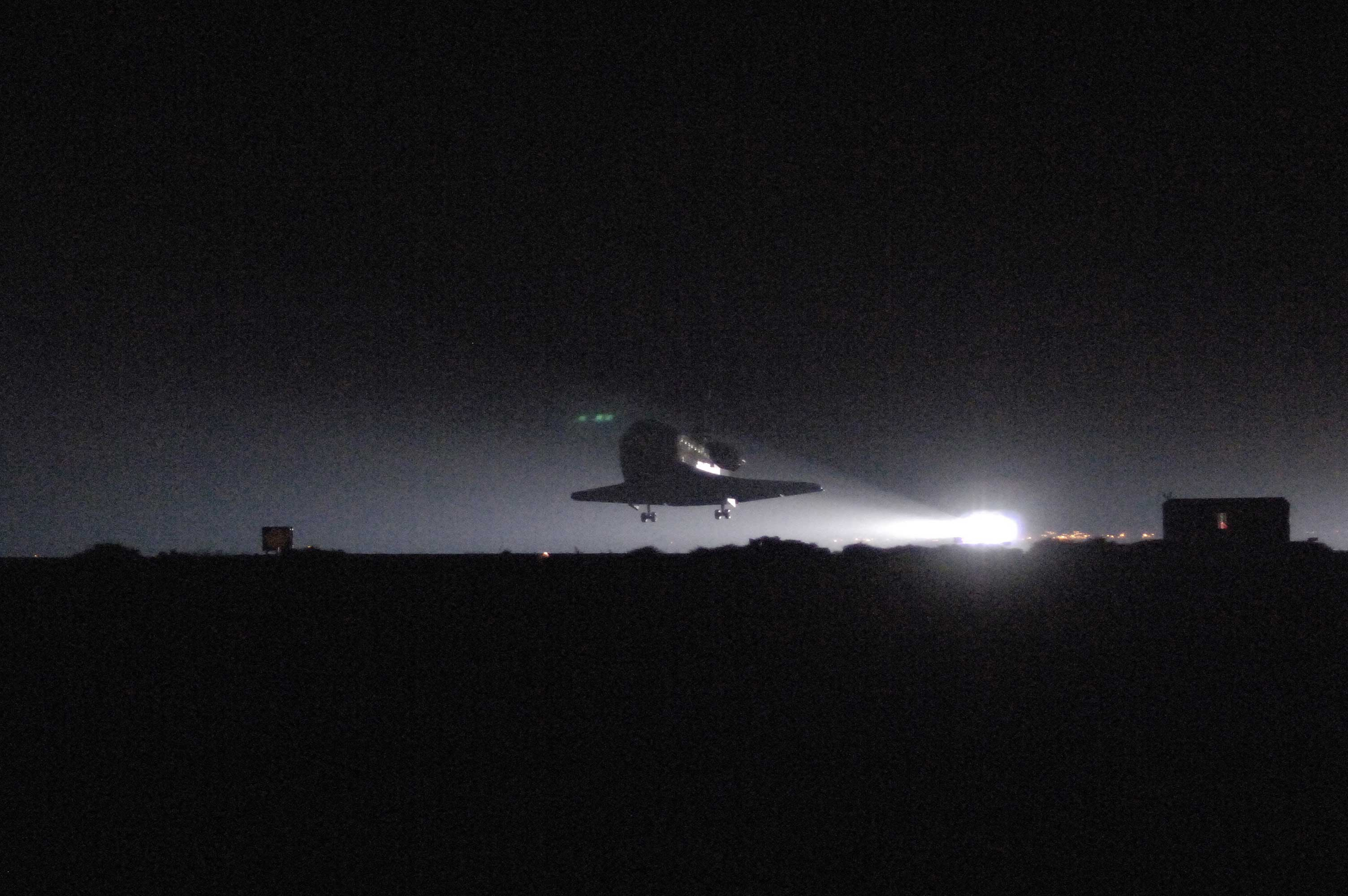
Atterrissage sur la base Edwards